# Relais 4 × 400 mètres masculin aux championnats du monde d'athlétisme 2003
Navigation
Edmonton 2001 Helsinki 2005
L'épreuve du relais 4 × 400 mètres masculin des championnats du monde d'athlétisme 2003 s'est déroulée les 30 au 31 août 2003 au Stade de France à Saint-Denis, en France. Elle est remportée par l'équipe de France (Marc Raquil, Stéphane Diagana, Naman Keita et Leslie Djhone). L'équipe des États-Unis, initialement vainqueur de la finale, est disqualifiée en 2004 à la suite de la prise avérée de produits dopants par Calvin Harrison. 

## Résultats

### Finale
| Rang               | Pays        | Athlètes                                                                   | Temps         | Notes |
| ------------------ | ----------- | -------------------------------------------------------------------------- | ------------- | ----- |
| Médaille d'or      | France      | Leslie Djhone Naman Keita Stéphane Diagana Marc Raquil                     | 2 min 58 s 96 | NR    |
| Médaille d'argent  | Jamaïque    | Brandon Simpson Danny McFarlane Davian Clarke Michael Blackwood            | 2 min 59 s 60 | SB    |
| Médaille de bronze | Bahamas     | Avard Moncur Dennis Darling Nathaniel McKinney Chris Brown                 | 3 min 00 s 53 | SB    |
| 4                  | Royaume-Uni | Ian Mackie Sean Baldock Christopher Rawlinson Daniel Caines                | 3 min 01 s 00 | SB    |
| 5                  | Espagne     | Eduardo Iván Rodríguez David Canal Salvador Rodríguez Antonio Manuel Reina | 3 min 02 s 50 |       |
| 6                  | Grèce       | Stilianós Dimótsios Anastásios Goúsis Panayiótis Sarrís Periklís Iakovákis | 3 min 02 s 56 |       |
| 7                  | Japon       | Yuki Yamaguchi Takahiko Yamamura Kenji Tabata Mitsuhiro Sato               | 3 min 03 s 15 |       |
| —                  | États-Unis  | Calvin Harrison Tyree Washington Derrick Brew Jerome Young                 | DQ            |       |

## Légende
Records et Performances
- AR : Record continental (area record)
- CR : Record des championnats (championship record)
- MR : Record du meeting (meet record)
- NR : Record national (national record)
- OR : Record olympique (olympic record)
- PR : Record paralympique (paralympic record)
- PB : Record personnel (personal best)
- SB : Meilleure performance personnelle de la saison (season's best)
- WL : Meilleure performance mondiale de l'année (world leader)
- WJR : Record du monde junior (world junior record)
- WR : Record du monde (world record)

Circonstances et Conditions
- DNF : N'a pas terminé (did not finish)
- DNS : N'a pas pris le départ (did not start)
- DQ : Disqualification (disqualification)
- NM : Aucun essai valable enregistré (No Mark)
- Q : Qualifié « directement » au prochain tour (ou à la prochaine compétition), lors d'une compétition majeure, grâce au classement ou à la réalisation des minima (automatic qualifier)
- q : Qualifié au prochain tour (ou à la prochaine compétition), lors d'une compétition majeure, grâce au repêchage ou à la réalisation de l'une des meilleures performances parmi celles des « non qualifiés directement » (grâce au meilleur temps ou à la meilleure distance par exemple) (secondary qualifier)